# Fiñana
Fiñana és una localitat de la província d'Almeria, Andalusia. L'any 2005 tenia 2.442 habitants. La seva extensió superficial és de 135 km² i té una densitat de 18,1 hab/km². Les seves coordenades geogràfiques són 37° 10′ N, 2° 50′ O. Està situada a una altitud de 950 metres i a 74 quilòmetres de la capital de la província, Almeria.
Fou la vila musulmana de Finyana, poblada per musulmans muladís sense cap aportació àrab, i va donar suport a la revolta del muladí Umar ibn Hafsun; el 913 el califa Abd al-Rahman III va ocupar Baza i va enviar una columna a Finyana on els partidaris d'Omar foren capturats el 14 de maig del 913. Es va fer famosa pels seus fulards que s'exportaven al regne de Lleó on eren coneguts com a alfinians; aquesta indústria va desaparèixer el segle xiv. Va caure en mans de Castella pel mateix temps que Baza (ocupada el 4 de desembre de 1489).
L'any 2012 el grup La Pegatina va gravar-hi el videoclip de la cançó Maricarmen, protagonitzat per una veïna del poble que es diu Mari Carmen i que és presidenta d'una fàbrica d'olis.